# Shea McClellin
Sheamus Liam McClellin (Caldwell, 1º agosto 1989) è un giocatore di football americano statunitense che gioca nel ruolo di defensive end per i New England Patriots della National Football League. Fu scelto come 19º assoluto nel Draft NFL 2012 dai Chicago Bears. Al college ha giocato a football a Boise State.

## Carriera professionistica

### Chicago Bears
McClellin fu scelto dai Bears come 19º assoluto nel draft 2012 dove era considerato uno dei migliori prospetti tra i defensive end/outside linebacker. Dopo essere stato scelto da Chicago, Emery affermò che McClellin avrebbe giocato opposto a Julius Peppers come defensive end sinistro. Il giornalista del Chicago Sun-Times Sean Jensen disse anche che McClellin avrebbe potuto sostituire il middle-linebacker Brian Urlacher nel caso avesse deciso di ritirarsi.
Shea debuttò il 9 settembre nella gara vinta contro gli Indianapolis Colts, senza far registrare alcuna statistica. Il giovedì successivo, nella sconfitta contro i Green Bay Packers, McClellin mise a segno 4 tackle e i suoi primi 1,5 sack su Aaron Rodgers. La sua stagione da rookie si concluse giocando 14 partite, nessuna delle quali come titolare, con 14 tackle e 2,5 sack.
Nella prima gara della stagione 2013, McClellin mise a segno 0,5 sack su Andy Dalton dei Cincinnati Bengals. Nel Monday Night Football della settimana 9 vinto contro i Green Bay Packers, Shea mise a segno un nuovo primato personale di 3 sack, tanti quanti ne aveva fatti registrare complessivamente in carriera fino a quel momento. Per questa prestazione fu premiato come miglior difensore della NFC della settimana. La sua seconda annata terminò con 30 tackle e 4 sack.

### New England Patriots
Il 16 marzo 2016, McClellin firmò un contratto triennale con i New England Patriots.
Il 5 febbraio 2017 vince il suo primo Super Bowl, il LI, disputato dai Patriots contro gli Atlanta Falcons e vinto dai primi, ai tempi supplementari (prima volta nella storia del Super Bowl), con il punteggio di 34-28.

## Palmarès

### Franchigia
- Super Bowl : 1

New England Patriots: LI
- American Football Conference Championship: 2

New England Patriots: 2016, 2017

### Personale
- Difensore della NFC della settimana: 1

9ª del 2013

## Statistiche
| Partite totali             | 28  |
| Partite totali da titolare | 10  |
| Tackle totali              | 44  |
| Sack                       | 6,5 |
| Intercetti                 | 0   |
| Fumble forzati             | 0   |

Statistiche aggiornate alla stagione 2013